# Programas de duración determinada para la erradicación de las peores formas de trabajo infantil
El Convenio sobre las peores formas de trabajo infantil (Convenio núm. 182) de la Organización Internacional del Trabajo establece los programas de duración determinada para la erradicación de las peores formas de trabajo infantil. Los países que ratifican este Convenio deben tomar medidas inmediatas y efectivas para asegurar la prohibición y erradicación con toda urgencia de las peores formas de trabajo infantil (PFTI).

## Medidas de duración determinada
Las medidas de duración determinada para abordar este problema tratarán de:
- Evitar que los niños puedan desempeñar cualquiera de las peores formas de trabajo infantil.
- Ofrecer apoyo directo para sacar a los niños de las peores formas de trabajo infantil y para su rehabilitación y su integración social.
- Asegurar el acceso a una educación básica gratuita y una formación vocacional apropiada para todos los niños que se hayan sacado de las peores formas de trabajo infantil.
- Identificar y llegar los niños especialmente expuestos.
- Tener en cuenta la especial situación de las niñas.[1]

## Programas de duración determinada
La metodología de los Programas de duración determinada (PDD) constituye uno de los recursos puestos en funcionamiento por el Programa internacional para la erradicación del trabajo infantil (IPEC) para ayudar a los países a cumplir con sus obligaciones dimanantes del Convenio.
Los PDD se diseñan como un marco integral que los gobiernos pueden usar para trazar una línea de actuación con unos objetivos bien definidos. Comprenden una serie de políticas e intervenciones integradas y coordinadas con unos fines claros, unos objetivos específicos y un plazo definido, con el objeto de prevenir y erradicar las PFTI de un país. Estos programas enfatizan la necesidad de enfrentarse a las causas últimas del trabajo infantil, uniendo las acciones para su erradicación con una política de desarrollo nacional, una evolución y unas estrategias macroeconómicas, y unos procesos y unos resultados demográficos y del mercado laboral, haciendo hincapié en las políticas económicas y sociales para combatir la pobreza y fomentar una educación universal básica, así como la movilización social. El horizonte temporal de los PDD se estable de acuerdo con la prevalencia de las PFTI, la disponibilidad de recursos, el nivel de experiencia local y otras condiciones que predominen en el país.
Al centrarse mucho en la rápida erradicación de las peores formas de trabajo infantil, los PDD representan una progresión lógica del trabajo del IPEC hasta la fecha a la par que se aprovecha de la experiencia que se acumula desde que comenzara el programa. Los PDD unifican muchos de los planteamientos exitosos puestos a prueba por el IPEC y otros en el pasado en un programa amplio y mejorado que combina intervenciones orientadas a políticas generales incluyendo campañas de sensibilización, legislación y cumplimiento, educación, empleo y protección social con intervenciones de retirada y rehabilitación. Para el IPEC los PDD son el planteamiento estratégico clave para lograr un impacto a gran escala en las PFTI.